# Matningsspänning
Med matningsspänning menas den yttre spänning som tillförs ett elektriskt nät, till exempel ger batteriet till cykellyset matningsspänning till det elektriska nätet (som består av en lampa).